# Ernest Failloubaz
Ernest Failloubaz, né le 27 juillet 1892 à Avenches et mort le 14 mai 1919 à Lausanne est le premier pilote d'avion suisse.

## Biographie
Son père, Jules Failloubaz un riche marchand de vins meurt en 1896 suivi, en 1902, par sa mère. Il hérite alors de la fortune familiale et manifeste très vite son attirance pour la vitesse et la mécanique. Il s'achète ainsi successivement une moto et une voiture Bugatti. Il fait alors la connaissance de René Grandjean qui construit un avion d'un poids de 210 kilos et équipé d'un moteur d'environ 40 ch, terminé en octobre 1909. Le premier vol, avec Failloubaz aux commandes, a lieu le 10 mai 1910.
Le 15 mai 1910, lors du vol d'homologation avec Grandjean aux commandes l'avion roule, décolle, monte à vingt-cinq mètres ; mais soudain se dresse, pique du nez, et retombe au sol, la queue en l'air. Le pilote éjecté à vingt mètres, indemne.
Impatient, Failloubaz se rend alors à Paris pour acheter l'avion « La Demoiselle », que Santos-Dumont vient de construire. Il s'entraîne quotidiennement sur le terrain plat de l'Estivage. Quelque temps plus tard, il atteint les limites de cet avion et repart à Paris où il achète un Blériot, l'avion qui avait traversé la Manche en 1909. Il le teste immédiatement puis s'inscrit comme participant à un meeting en Haute-Savoie, à Viry, et y envoie son avion par chemin de fer.
En septembre 1910, il achète le biplan des frères Armand et Henri Dufaux. Le 25 septembre, il réalise le 1er vol suisse de ville à ville, Avenches-Payerne puis participe successivement le 2 octobre 1910 au premier meeting d'aviation à Avenches, puis les 8, 9 et 10 octobre, aux journées d'aviation de Berne où il réalise un record de durée de vol en tenant l'air 58 minutes et 17 secondes.
Le Conseil fédéral crée alors le brevet de pilote suisse et lui décerne le numéro 1. En 1912, il est directeur de l'aérodrome de Dübendorf. Il investit la totalité de sa fortune dans la fabrication d'aéroplanes : il fonde la société de l'aérodrome-école d'Avenches, puis achète la licence Dufaux et l'ancienne fabrique Delorme, sans grand succès. Il est rapidement acculé à la faillite et effectue son dernier vol le 28 avril 1916 et meurt le 14 mai 1919, à 27 ans, de tuberculose à l'Hôpital cantonal de Lausanne.

## Sources
- « Ernest Failloubaz », sur la base de données des personnalités vaudoises sur la plateforme « Patrinum » de la Bibliothèque cantonale et universitaire de Lausanne.
- Henry Sarraz, Pilote No 1... ou le gamin volant : histoire étrange et authentique du premier aviateur suisse et de son aérodrome, Yverdon : Cornaz, 1964
- Oxygène no 2, p. 46
- photographie Decrauzat, Genève, Patrie suisse, (E. K.) 1919, no 674, p. 177-178
- Gilbert Marion, « Ernest Failloubaz » dans le Dictionnaire historique de la Suisse en ligne.